# إليكيا مبوكولو
إليكيا مبوكولو باللاتينية (Elikia M'Bokolo) من مواليد 23 دجنبر 1944م في ليوبولدفيل (كينشاسا في جمهورية الكونغو الديمقراطية الحالية)، هو مؤرخ كونغولي متخصص في التاريخ الاجتماعي والسياسي والفكري لأفريقيا  وشخصية رائدة في بلاده، قضى جزءًا من حياته المهنية في فرنسا، وتخرج من المدرسة العليا للأساتذة، ويشغل حاليا أستاذ مشارك في التاريخ، ومدير الدراسات في مدرسة الدراسات المتقدمة في العلوم الاجتماعية (EHESS) في باريس .

## سيرة
هو ابن طبيب من ليوبولدفيل (كينشاسا) في الكونغو البلجيكية، قرر إليكيا مبوكولو أن يصبح مؤرخًا، بعد حضوره خطابًا لرئيس الوزراء الكونغولي باتريس لومومبا، تحدث خلاله الأخير عن "تاريخ الأفارقة على يد الأفارقة ". دفع اغتيال لومومبا في يناير 1961م عائلة إليكيا مبوكولو إلى الفرار من البلاد، واختارت الاستقرار في فرنسا.
انضم إليكيا مبوكولو إلى المدرسة العليا للمعلمين بفرنسا وتخرج منها بدرجة علمية في التاريخ، وكان في ذلك الوقت مقربًا من اليسار البروليتاري (منظمة ماوية يسارية متطرفة). شارك إليكيا مبوكولو بعدها في المؤتمر العالمي لمكافحة العنصرية والتمييز العنصري وكراهية الأجانب والتعصب الذي نظمته اليونسكو في ديربان (جنوب أفريقيا) في أيلول/سبتمبر 2001م.
ومنذ عام 1994م أصبح منتجًا لبرنامج «Mémoire d'un» وهي مجلة مخصصة لتاريخ القارة السوداء، تقدمها إذاعة فرنسا الدولية. وساهم بنفس هذه الوسائط في إصدار مجموعة من 7 أقراص مضغوطة للأرشيف الإذاعي بعنوان أفريقيا تاريخ صوتي 1960-2000م (2001م)  ومجموعة من 3 أقراص مضغوطة بعنوان أفريقيا الأدبية 50 عامًا من الكتابة (2008م)، بالتعاون مع فيليب سينتيني.
تزوج من مادلين مالوبا ماكومبو ولديهما ابنتان : ماكا آن مبوكولو (يوليو 1972م) وبيا فطومة مبوكولو (نوفمبر 1976م). ولديه خمسة أحفاد.

## حياة مهنية
- من 1971-1975م : شغل منصب مدرس التاريخ والجغرافيا بالصفوف الإعدادية (باريس).[8]
- من 1975-1976م : شغل منصب مدير المشروع في مدرسة الدراسات المتقدمة في العلوم الاجتماعية EHESS.
- من 1976-1985م: عين أستاذ مساعد في مدرسة الدراسات المتقدمة في العلوم الاجتماعية، ومدير مركز الدراسات الأفريقية (CEAF) ؛ وأستاذ زائر في العديد من جامعات أفريقيا وأمريكا الشمالية ؛ كما أخد عضوية مساهم في صحيفة Demain l’Afrique .
- من 1985م : عين مدير الدراسات في كلية الدراسات المتقدمة في العلوم الاجتماعية ؛ واشتغل بالتدريس معهد باريس للدراسات السياسية، وفي معهد العلاقات الدولية والاستراتيجية (IRIS)؛ كما عمل كمنتج في إذاعة فرنسا الدولية ( مذكرات قارة، برنامج تاريخ أفريقيا الأسبوعي)؛ ومستشار لدى اليونسكو (في مشاكل الثقافة والتنمية والسلام والعلوم الاجتماعية)؛ كما أنه اشتغل بالتدريس والبحث في العديد من الجامعات الأجنبية (مثل جامعة لشبونة عام 1999م؛ جامعة نيويورك، المعهد الفرنسي، 1998م؛ كلية ترينيتي، الدراسات الفرنسية كامبريدج 1998م ؛ جامعة بانغي (2008م)؛ جامعة رواندا (2010م).
- أستاذ التاريخ بجامعة كينشاسا.
- رئيس اللجنة العلمية لتاريخ أفريقيا العام (اليونسكو).

## الجوائز
- 2008 : دكتوراه فخرية من جامعة كينشاسا.[9]
- 2012 : وسام درجة فارس جوقة الشرف.[10]

## مؤلفاته
- مسيري باني مملكة كاتانغا القديمة (شابا) ، أد. الطبعات الأفريقية الجديدة ، باريس-داكار-أبيدجان، 1976م.
- السود والبيض في أفريقيا الاستوائية : المجتمعات الساحلية والاختراق الفرنسي (حوالي 1820-1874)، باريس، 1981م.
- أفريقيا في القرن العشرين  : القارة المرغوبة، طبعات دو سيويل، باريس، 1985م.
- أنا والآخر والبقية منا : الحياة الزائيرية العادية، 1930-1980 عشر قصص، إد. صافي سيلات، كيبيك، 1990.
- أفريقيا السوداء لتاريخ والحضارة مجلدان، بالتعاون مع صوفي لو كالينيك، أد. هاتير، باريس، 1992 - 2004م. متوفر أيضًا باللغة البرتغالية.
- أفريقيا بين أوروبا وأمريكا : مكانة أفريقيا في لقاء العالمين، أد. اليونسكو، باريس، 1995م.
- في قلب المجموعة العرقية (إخراج بالتعاون مع جان لوب أمسيل )، أد. لا ديكوفيرت، باريس، 1999م.[11]
- أفريقيا السوداء التاريخ والحضارة.
- الوساطات الإفريقية 2009م.
- الانتخابات الديمقراطية في جمهورية الكونغو الديمقراطية الديناميات ووجهات النظر.

## فيلموغرافيا
- أفريقيا تاريخ آخر من القرن العشرين هو فيلم من إخراج إليكيا مبوكولو وفيليب سينتيني وألان فيراري وجان بابتيست بيريتييه.[12]

## الملاحظات والمراجع
1. ↑  إذاعة فرنسا الثقافية .
2. ↑  "Elikia Mbokolo (auteur de L'Afrique au XXe siècle)". Babelio (بالفرنسية). Archived from the original on 2020-10-20. Retrieved 2024-10-08.
3. 1 2  "Elikia M'Bokolo : « Un vrai chef d'État n'a ni amis ni famille » - Jeune Afrique.com". JeuneAfrique.com (بfr-FR). Archived from the original on 2022-08-09. Retrieved 2024-10-08.{{استشهاد ويب}}:  صيانة الاستشهاد: لغة غير مدعومة (link)
4. ↑  Michel Lachkar, La diaspora africaine dans les turbulences de mai 1968 à Paris, francetvinfo.fr, 30 mai 2018 نسخة محفوظة 2024-10-09 على موقع واي باك مشين.
5. ↑  Mémoire d'un continent, RFI .
6. ↑  Compte-rendu du Monde diplomatique .
7. ↑  Compte-rendu sur Africultures .
8. ↑  Source : Université de tous les savoirs. نسخة محفوظة 2012-07-30 at Archive.is
9. ↑  Légifrance (13 07 2012). "Décret du 13 juillet 2012 portant promotion et nomination". مؤرشف من الأصل في 2022-10-14. اطلع عليه بتاريخ 22 08 2017. {{استشهاد ويب}}: تحقق من التاريخ في: |تاريخ الوصول= و|تاريخ= (مساعدة)
10. ↑  Décret du 13 juillet 2012 portant promotion et nomination نسخة محفوظة 2024-07-20 على موقع واي باك مشين.
11. ↑  Compte-rendu par Henri Moniot, Annales. Économies, Sociétés, Civilisations, 1985, vol. 40, no 6, ص. 1407-1408
 .
12. ↑  madelen, I. N. A. "Afrique(s) une autre histoire du 20ème siècle". INA madelen (بالفرنسية). Retrieved 2024-10-11.